# Natalia (cantante)
Natalia Rodríguez Gallego (Sanlúcar de Barrameda, Cádiz, 11 de diciembre de 1982), conocida simplemente como Natalia, es una cantante, compositora y presentadora española.
Se dio a conocer en la primera edición del talent show español Operación Triunfo.

## Biografía
Natalia Rodríguez Gallego nació en Sanlúcar de Barrameda, Cádiz (España). Desde la infancia mostró interés por la música. En la adolescencia realizó sus estudios mientras cursaba clases de canto.
En 2001 fue seleccionada para entrar en la primera edición de Operación Triunfo en TVE. En el programa, un grupo de jóvenes aspiraba a tener una carrera discográfica y a representar España en el Festival de Eurovisión. OT1 (como también se conoce al concurso) fue uno de los programas con mayor audiencia de la historia de la televisión en España desde que comenzasen a computarse en 1992.
Desde entonces ha lanzado diversos álbumes y sencillos. Algunos de los éxitos de su trayectoria son “Vas a volverme loca”, "La noche llegó", "Besa mi piel", "Sombras", "Que no puede ser", “Loco por mí”, "Libérate", “Nunca digas no”, "Dame" o "Un poco de mi". En 2023 presenta el tema "Cien x cien".
Fue presentadora de televisión en los programas Megatrix de Antena 3, Grand Prix del verano en televisiones autonómicas junto a Bertín Osborne, Menuda noche en Canal Sur junto a Juan y Medio o Fenómeno Fan en Canal Sur y Disney Channel, entre otros.
Fue ganadora del concurso semanal Gente de primera en TVE (como madrina), fue jurado de canciones en Qué tiempo tan feliz (Telecinco) y fue concursante de Splash! Famosos al agua en Antena 3. En radio fue colaboradora de Happy FM (radio perteneciente al diario El mundo) y de Canal Fiesta Radio (radio musical de RTVA), donde tuvo una sección semanal en un programa matinal. De forma más esporádica ha sido actriz y ha realizado doblaje.
Según acreditan los Productores de Música de España (Promusicae) cuenta con un disco de platino y un disco de oro, equivalentes a 150.000 álbumes certificados.

## Carrera musical

### Primeros discos
En el año 2002 la cantante presenta su primer álbum de estudio No soy un ángel (Valemusic). Producido por Brian Rawling y Graham Stack (productores de Enrique Iglesias, Britney Spears o Tina Turner), se grabó en Londres. Los sencillos de este debut fueron "Vas a volverme loca", "La noche llegó" y "No soy un ángel". Con este trabajo vende más de 100.000 copias y obtiene una certificación de disco de platino.
Ese mismo año fue portada de la edición española de la revista Rolling Stone siendo la única cantante surgida del concurso en aparecer en la portada en dicha publicación. Durante la primavera y el verano de 2002 recorre el país en dos giras: junto a sus compañeros del programa y posteriormente en solitario junto a Naím Thomas.
En 2003 editó su segundo disco, Besa mi piel (Valemusic). Grabado en Estocolmo (Suecia), volvió a contar con la participación de un equipo de producción internacional: Harry Sommerdahl, Johan Gunnarsson o Lars Erlandsson (productores de Christina Aguilera y Backstreet Boys). Este álbum significó el debut de Natalia en la composición. En él, la cantante adaptó al castellano alguno de los temas. La canción pop "Besa mi piel" y "Sólo tu amor" fueron los sencillos del disco. "Besa mi piel" fue compuesto por Natalia y alcanzó los primeros puestos en la lista de Los 40 Principales. El álbum Besa mi piel obtuvo la certificación de disco de oro de la mano de Afyve por ventas de más de 50.000 copias en su octava semana a la venta.
En el verano de ese año realiza promoción de su disco, una gira de conciertos por España y participa en algunos conciertos de la gira Generación OT (que reunió a las dos primeras ediciones del programa).
Ese mismo año participa también junto a El Canto del Loco, Carlos Baute, Tiziano Ferro, David Civera, Chenoa o Miguel Ángel Muñoz, entre otros en el sencillo número 1 "Latido urbano" elaborado por el locutor de Los 40 Principales, Tony Aguilar para su álbum Tony Aguilar y amigos (Tool Music).
En 2004 tiene lugar el lanzamiento del tercer álbum de la cantante, el homónimo Natalia (Valemusic, Tool Music con la participación de Antena 3). Fue promocionado con tres sencillos: "Sombras" (una canción de fusión de pop y R&B compuesta por Lucie Silvas), "Que no puede ser" y "Gasolina". El disco fue producido por Carlos Quintero y Mar de Pablos (productores de Carlos Baute o Chenoa, entre otros). En 2005 lanzó una canción con su respectivo videoclip en el mercado inglés: "I love this game", un dúo con el cantante Lexter.

### Lanzamiento de álbumes
En la primavera de 2006 Natalia editó su cuarto álbum Nada es lo que crees (Valemusic y licencia de producto Antena 3), con el sencillo "Loco por mi". La cantante obtiene millones de visitas en Internet gracias a este sencillo. En este disco producido por Bruno Nicolás y Kiko Rodríguez (Snoop Dogg o Juan Magán, entre otros), Natalia quiso romper con su imagen de "lolita" con la que había sido quizás encasillada en el pasado. El segundo sencillo del disco fue "No fui yo", una versión de "Let's get wild" de la ganadora del Festival de Eurovisión de 2005 Elena Paparizou.
A finales de 2007 presentó Radikal (Universal music y Valemusic). Siete de los temas del disco fueron compuestos por Natalia. El primer sencillo extraído de este álbum fue "Rebelde en libertad", una canción de estilo pop-rock desenfadado. El segundo sencillo del disco fue el tema "Ni un minuto más", una balada compuesta por Natalia que no tuvo videoclip. La gira de este disco fue una de las más prolongadas que ha llevado a cabo la cantante.
En 2008 realizó un viaje promocional a Rumanía en el que ofreció diversas actuaciones y participó en el disco del décimo aniversario de Valemusic. Para la ocasión interpretó una versión de "Yo quiero bailar".

### Lanzamiento de sencillos
En 2010 emprendió el lanzamiento de sus sencillos por Internet. "Libérate" fue la primera canción de esta etapa. Compuesta por ella, alcanzó los primeros puestos en diversas radio-fórmulas y la interpretó en la fiesta oficial de celebración de la victoria de España en el Mundial de Fútbol de 2010. En 2011 presentó el tema "Go" y emprendió una gira veraniega por España. Posteriormente presentó una versión de "Rhythm is a dancer".
En 2012 lanzó "Indómita", un sencillo pop en cuyo videoclip apareció la modelo española Noelia López (ganadora del concurso de televisión Supermodelo). Este año realizó una nueva gira que se extendió hasta otoño. También recibió el Premio Artistas con corazón a su trayectoria en el marco de la Madrid Women's Week 2012. A finales de 2012 actuó en la gala Action Care en Dubái.
En 2013 presentó "Tú", una balada que habla de la superación. La canción supuso el regreso de la cantante al género de la balada tras doce años. En él colabora con la Asociación Española Contra el Cáncer (AECC). La canción entró en la lista de ventas española elaborada por Promusicae y alcanzó los primeros puestos en iTunes y otras plataformas.
Tiempo después tuvo repercusión con "Nunca digas no", en la que colaboraron los canarios Xriz y CHK. Esta canción pop electrolatina alcanzó el número uno en la lista de Itunes Dance y entró en la lista de ventas española que publica Promusicae.
En 2014 lanzó "Dame" junto a Sergio Contreras. El tema salió a la venta a través de plataformas digitales como Spotify o iTunes y superó a su anterior sencillo en la posición de entrada en la lista de los más vendidos. La canción logra número uno en Canal Fiesta Radio.
En 2015 grabó "Ya lo sé" y "Solo tú", dos temas que salieron a la venta en primavera. Ese mismo año realizó una gira por todo el país.
En 2016 presentó "No fui una más". El título de este sencillo fue escogido por votación a través de su cuenta de Twitter. El primer día de lanzamiento fue número uno en iTunes Dance y alcanzó los primeros lugares en iTunes general en España. Al finalizar su gira se reencontró en tres documentales con sus compañeros de Operación Triunfo y se presentó junto a ellos en concierto en el Palau Sant Jordi de Barcelona.
En 2017 editó "Un poco de mí", primer sencillo de un disco recopilatorio CD + DVD y digital con temas inéditos y de mismo nombre. Distribuido por Universal Music, su sencillo es un dúo junto a DKB. La canción combina pop y tropical house y fue producida por Dabruk (productor de Juan Magán, Snoop Dogg o Gusttavo Lima). El álbum consiguió el mejor puesto de Natalia en la lista oficial de álbumes más vendidos en España desde el año 2003.
En 2018 presentó "Con ganas", sencillo que entró directo al número 1 general de iTunes en España. Permaneció durante varias semanas en los primeros lugares de descarga digital.
En 2019 Natalia lanzó "De nada" con la participación especial de Lya. Tras la promoción, realizó una gira de presentación.
En 2021 estrenó "Lento", con la colaboración de su amiga Chenoa. En 2022 presentó el sencillo "Fama", que entró al número 1 de iTunes España.

### En la actualidad
En 2023 presentó su nuevo single "Cien X Cien" que distribuyó Universal Music Spain. En 2024 lanzó "Nadie más", compuesta por la cantante y con distribución del mismo sello.
En 2025 ha estrenado "Tu Diosa" a dúo con el cantante Rasel y realiza una gira de presentación.

## Discografía
Álbumes
- 2002: No soy un ángel
- 2003: Besa mi piel
- 2004: Natalia
- 2006: Nada es lo que crees
- 2007: Radikal
- 2017: Un poco de mí

## Videografía
- 2002: «Vas a volverme loca»
- 2002: «La noche llegó»
- 2002: «No soy un ángel»
- 2003: «Besa mi piel»
- 2003: «Solo tu amor»
- 2004: «Sombras»
- 2004: «Que no puede ser»
- 2005: «I love this game» (con AT)
- 2006: «Loco por mi»
- 2007: «Rebelde en libertad»
- 2008: «Orden de desalojo»
- 2010: «Libérate»
- 2011: «Indómita»
- 2013: «Tú»
- 2013: «Nunca digas no» (con Xriz y CHK)
- 2014: «Dame» (con Sergio Contreras)
- 2015: «Ya lo sé»
- 2015: «Sólo tú»
- 2016: «No fui una más»
- 2016: «Adiós» (con Borja Rubio)
- 2017: «Un poco de mi» (con DKB)
- 2018: «Con ganas»
- 2019: «De nada» (con Lya)
- 2021: «Que fuerte, tía»
- 2021: «Lento» (con Chenoa)
- 2022: «Fama»
- 2023: «Cien x Cien»
- 2024: «Nadie Más»
- 2025: «Tu diosa» (con Rasel)

## Filmografía

### Programas de televisión
| Año         | Título                                 | Canal                                             | Rol                                                                               |
| ----------- | -------------------------------------- | ------------------------------------------------- | --------------------------------------------------------------------------------- |
| 2001 - 2002 | Operación triunfo                      | TVE                                               | Concursante                                                                       |
| 2002        | Triunfomanía                           | TVE                                               | Colaboradora                                                                      |
| 2002        | Bustamante y amigos                    | TVE                                               | Invitada                                                                          |
| 2003        | Generación OT                          | TVE                                               | Invitada                                                                          |
| 2003 - 2007 | Club Megatrix                          | Antena 3                                          | Presentadora                                                                      |
| 2005 - 2006 | Gente de primera                       | TVE                                               | Concursante                                                                       |
| 2006        | Gala Aprenem Junts                     | IB3                                               | Copresentadora                                                                    |
| 2007        | Los más de la tele                     | Antena 3                                          | Invitada                                                                          |
| 2008 - 2009 | Grand Prix del verano                  | FORTA                                             | Copresentadora                                                                    |
| 2011        | Cazando fantasmas                      | TVE                                               | Participante                                                                      |
| 2012 - 2013 | El mánager                             | La Siete                                          | Colaboradora                                                                      |
| 2013        | Splash: famosos al agua                | Antena 3                                          | Concursante                                                                       |
| 2013        | Tu cara me suena                       | Antena 3                                          | Concursante - episódico                                                           |
| 2014        | ¡Qué tiempo tan feliz!                 | Telecinco                                         | Jurado                                                                            |
| 2015        | Gala Vuelta al cole                    | Canal Sur                                         | Copresentadora                                                                    |
| 2015        | Se llama copla Junior                  | Canal Sur                                         | Jurado                                                                            |
| 2015        | Gala de fin de año                     | Canal Sur                                         | Copresentadora                                                                    |
| 2015 - 2016 | Menuda noche                           | Canal Sur                                         | Copresentadora                                                                    |
| 2016 - 2017 | Fenómeno Fan                           | Canal Sur, Castilla-La Mancha TV y Disney Channel | Presentadora                                                                      |
| 2016        | OT: El reencuentro                     | TVE                                               | Participante                                                                      |
| 2016        | Gala Unicef                            | Canal Sur                                         | Copresentadora                                                                    |
| 2017        | El gran reto musical                   | TVE                                               | Invitada                                                                          |
| 2017        | Yo soy del sur peques                  | Canal Sur                                         | Jurado                                                                            |
| 2017        | Operación triunfo: Gala Navidad        | TVE                                               | Cantante                                                                          |
| 2017 - 2018 | Hora punta                             | TVE                                               | Colaboradora                                                                      |
| 2018        | Volverte a ver                         | Telecinco                                         | Invitada, para sorprender a Antonio, uno de sus mayores fans, reconocido por ella |
| 2019        | La mejor canción jamás cantada         | TVE                                               | Cantante                                                                          |
| 2019        | Aquellos maravillosos años: OT1        | Telemadrid                                        | Invitada                                                                          |
| 2020        | Un año de tu vida                      | Canal Sur, Castilla-La Mancha TV                  | Invitada                                                                          |
| 2021        | Qué Fuerte, Tía!                       | Twitch                                            | Presentadora                                                                      |
| 2021        | Family Feud: La batalla de los famosos | Antena 3                                          | Concursante                                                                       |
| 2021        | Lazos de sangre: Dúo dinámico          | TVE                                               | Invitada                                                                          |
| 2021        | OT 20 años                             | RTVE Play                                         | Comentarista                                                                      |
| 2021 - 2022 | Veinte conmigo                         | Castilla-La Mancha TV                             | Colaboradora                                                                      |
| 2022        | Somos Música: David Bustamante         | Canal Sur                                         | Invitada                                                                          |
| 2022        | Mediafest Night Fever                  | Telecinco                                         | Cantante acompañante                                                              |
| 2025        | Encuentra el Norte                     | Aragón TV                                         | Invitada presentación                                                             |
| 2025        | Mi fin de semana perfecto              | Amazon Prime                                      | Invitada                                                                          |

### Radio
| Año         | Programa            | Emisora            | Notas        |
| ----------- | ------------------- | ------------------ | ------------ |
| 2013        | Happy FM: Emisiones | Happy FM           | Colaboradora |
| 2013 - 2015 | Anda levanta        | Canal Fiesta Radio | Colaboradora |

### Películas
| Año  | Título          | Personaje      | Notas                  |
| ---- | --------------- | -------------- | ---------------------- |
| 2002 | OT: La película | Ella misma     | Película documental    |
| 2005 | Calles de fuego | Cantante       | Película de televisión |
| 2007 | Nocturna        | Estrella Polar | Papel de voz           |
| 2007 | El arca de Noé  | Kairel         | Papel de voz           |

### Series de televisión
| Año  | Título                     | Personaje         | Notas      |
| ---- | -------------------------- | ----------------- | ---------- |
| 2002 | ¡Ala... Dina!              | Natalia Rodríguez | 1 episodio |
| 2012 | Todo es posible en el bajo | Natalia           | 1 episodio |
| 2014 | Esposados                  | Natalia           | 1 episodio |

## Giras
| - 2002 - Gira Operación Triunfo - 2002 - Gira Natalia y Naím - 2002 - 2003 - Gira No soy un ángel - 2003 - Gira Generación OT - 2003 - 2004 - Gira Besa mi piel - 2004 - Gira Zona 40. Los 40 Principales - 2004 - 2005 - Gira Natalia - 2006 - Gira Nada es lo que crees - 2007 - 2008 - Gira Radikal - 2008 - Gira Rumania - 2009 - Gira Europea - 2010 - Gira Libérate - 2010 - 2013 - Gira Fiesta Supermartxe - 2011 - Gira Go! | - 2012 - Gira Indómita - 2013 - Gira 40 POP. Los 40 Principales - 2013 - Gira Nunca Digas No - 2014 - Gira Dame - 2015 - Gira Solo tú - 2016 - Gira No fui una más - 2017 - 2018 Gira Un poco de mi - 2018 - Gira Con Ganas - 2019 - Gira De Nada - 2022 - Gira Fama - 2023 - Gira Cien x Cien - 2024 - Gira Nadie más - 2025 - Gira Tu Diosa |

## Publicidad
Ha participado en anuncios televisivos para instituciones públicas y numerosas marcas comerciales.

## Premios
- 2003 - Premio TP de Oro al mejor programa infantil/juvenil para Megatrix presentado por Natalia. Premio recogido por ella misma.[34]
- 2006 - Premio Punto Radio. Mejor artista pop con su disco Nada es lo que crees.
- 2008 - Premio Punto Radio. Fenómeno musical del año.[35]
- 2009 - Premio Punto Radio. Mejor artista polifacética.
- 2012 - Premio Artistas con corazón a su trayectoria. Madrid Woman's Week.[36]
- 2013 - Octava mujer más sexy del mundo (de entre 100). Revista FHM España.[37]
- 2015 - Premio Artista Rita.
- 2024 - Premio Viña de Oro a su trayectoria.